# Philonotion
Philonotion Schott – rodzaj roślin zielnych z rodziny obrazkowatych, obejmujący 3 gatunki pochodzące z północno-wschodniej Ameryki Południowej, od stanu Vaupés w Kolumbii przez wenezuelskie stany Bolívar i Amazonas do Gujany i północno-wschodniej Brazylii. Rośliny z tego rodzaju są mezofittami zasiedlającymi wilgotne sawanny lub para-reofitami zasiedlającymi strome, błotniste brzegi rzek. Nazwa naukowa rodzaju pochodzi od greckich słów φιλέω (phileo – kocha) i νοτία (notia – wilgoć).

## Charakterystyka
Rośliny wiecznie zielone, z hapaksantycznymi lub plejonantycznymi pędami. Łodyga podziemna lub naziemna, wzniesiona do pnącej. Rośliny tworzą od kilku do wielu liści na ogonkach cylindrycznych, zwężających się, tworzących pochwę liściową na długości 40% do 50% długości. Blaszki liściowe podłużne do lancetowatych, o klinowatej, jajowatej do sercowatej nasadzie i szczecinowatym wierzchołku, zakończonym rurkowatym kończykiem. Użyłkowanie pierwszorzędowe pierzaste, zbiegające się do żyłki marginalnej. Użyłkowanie drugorzędowe równoległo-pierzaste, dalsze siatkowate. Rośliny tworzą pojedynczy kwiatostan typu kolbiastego pseudancjum, rzadziej dwa z jednego, dłuższego od ogonków liściowych pędu kwiatostanowego. Pochwa kwiatostanu zwężona między zwiniętą częścią dolną, która pozostaje aż do czasu owocowania, i otwartą częścią górną, która odpada w okresie kwitnienia. Kolba siedząca, pokryta kwiatami jednopłciowymi, w dolnym odcinku żeńskimi, w górnym męskimi. Strefy kwiatów obu płci oddzielone są nagą szczeliną i/lub wąskim paskiem prątniczek. Kolba na odcinku kwiatów żeńskich częściowo przyrasta do pochwy. Słupki ścieśnione, w górnym fragmencie niekiedy przemieszane z dłuższymi od nich prątniczkami. W jednokomorowych zalążniach z 1–2 parietialnie położonych łożysk rozwija się od 2 do 4 zalążków. Znamiona słupków dyskowate do kulistych. Pręciki ścieśnione. Główki pręcików ścięte. W okresie owocowania pochwa kwiatostanu przyjmuje kształt urny. Owocostan składa się z jagód zawierających od 2 do 4 kulistych do eliptycznych nasion o podłużnie prążkowanej łupinie.

## Systematyka
Rodzaj Philonotion został ponownie wyodrębniony z rodzaju Schismatoglottis w 2010 r. Należy do plemienia Schismatoglottideae, podrodziny Aroideae w rodzinie obrazkowatych. Obejmuje trzy gatunki:
- Philonotion americana (A.M.E.Jonker & Jonker) S.Y.Wong & P.C.Boyce
- Philonotion bolivariana (Bunting & Steyerm.) S.Y.Wong & P.C.Boyce
- Philonotion spruceanum Schott